# マコネー・ワイン

マコネー・ワインの産地

マコネー・ワイン(Vignoble du Mâconnais)は、フランス、ブルゴーニュ地方に8つある、ワインの生産地域名の一つとして用いられている名称。北側のコート・シャロネーズと南側のボジョレーに挟まれたマコネー地区で、現在ワインを生産しているコミューン（村）は、マコンやフュイッセなど85ある。
石灰質に富んだアルカリ性の土壌で、シャルドネ種ぶどうの栽培に適しており、大半は白ワインであるが、ピノ・ノワールやガメを使った赤ワインも少量ながら作られている。
2020年9月、プイィ・フュイッセの22のクリマがプルミエ・クリュへの昇格を認可された。
地区内には次のAOCがある。
マコン
- マコン・ヴィラージュ
- プイィ・フュイッセ
- サン・ヴェラン
- プイィ・ロシェ
- プイィ・ヴァンゼル